# Ослићи (Церовље)
Ослићи су село у хрватском делу Истре. Налазе се на територији општине Церовље и према попису из 2001. године имају 78 становника.